# Native Sense – The New Duets
Native Sense (The New Duets) ist ein Musikalbum von Chick Corea und Gary Burton, erschienen 1997 auf Concord Records.

## Das Album
Native Sense ist das fünfte Album, das Chick Corea und Gary Burton gemeinsam aufnahmen. Die Zusammenarbeit der beiden Musiker hatte 1972 mit dem ECM Album Crystal Silence begonnen. Seit damals stand das Duo für ein „ebenso lyrisches wie virtuoses Zusammenspiel von Vibraphon und Klavier“. Vereinzelt waren die beiden Musiker auch in den 1980er und frühen 1990er Jahren aufgetreten.
Quasi zum 25. Geburtstag des Duos entstand Native Sense für Coreas eigenes Label Stretch Records (vertrieben von Concord). Burton spielt in zwei Stücken ([2], [4]) auch Marimbaphon; Corea beschäftigt sich seit der Aufnahme des Albums intensiv mit diesem Instrument.
Zum musikalischen Material der Platte hat Burton keine eigenen Kompositionen beigetragen. Die Stücke Native Sense, Rhumbata und Post Script komponierte Corea speziell für dieses Album. Tango ’92 ist ursprünglich als eine Filmmusik konzipiert, wurde jedoch zuvor noch nicht anderweitig genutzt. Die Platte enthält auch Material anderer Komponisten. Zwei Bagatellen von Béla Bartók, die eigentlich für Piano geschrieben wurden, sind hier für das Duo eingerichtet. Die Bagatellen bilden mit Coreas Postscript das Zentrum des Albums. Am Ende des Albums steht mit Four in One eine Komposition des frühen Thelonious Monk.

## Kritiken
Native Sense gilt bei der Kritik als „liebenswürdig“ und als „gelungen und erfolgreich“. Die beiden „kongenialen Partner“ können „uns mit ihren bunten Bällen, die sie sich in traumwandlerischer Sicherheit zuwerfen, immer noch aufs Angenehmste überraschen“. (so Marcus Woelfle). Es wurde weiter für seine Raffinesse und Perfektion hoch gelobt, Werner Stiefele schrieb:

„Raffinierter und harmonischer als die beiden können ein Pianist und ein Vibraphonist kaum zusammenspielen!“

## Titelliste
1. Native Sense – 6:29 (Chick Corea)
2. Love Castle – 7:25 (Chick Corea)
3. Duende – 8:03 (Chick Corea)
4. No Mystery – 9:05 (Chick Corea)
5. Armando’s Rhumba – 3:43 (Chick Corea)
6. Bagatelle #6 – 1:14 (Béla Bartók)
7. Post Script – 5:44 (Chick Corea)
8. Bagatelle #2 – 2:46 (Béla Bartók)
9. Tango ’92 – 4:58 (Chick Corea)
10. Rhumbata – 9:34 (Chick Corea)
11. Four in One – 5:10 (Thelonious Monk)